# Pseudolaelia pitengoensis
Pseudolaelia pitengoensis är en orkidéart som beskrevs av Marcos Antonio Campacci. Pseudolaelia pitengoensis ingår i släktet Pseudolaelia och familjen orkidéer. Inga underarter finns listade i Catalogue of Life.